# Mediolan-San Remo 2016
107. edycja wyścigu kolarskiego Mediolan-San Remo odbyła się w dniu 19 marca 2016 roku i liczyła 293 km. Wyścig figurował w rankingu światowym UCI World Tour 2016. 

## Uczestnicy
Na starcie tego klasycznego wyścigu stanęło 25 zawodowych ekip. Wśród nich znalazło się wszystkie osiemnaście ekip UCI World Tour 2016 oraz siedem innych zaproszonych przez organizatorów. 
| Numery  | Kod | Drużyna                     |
| ------- | --- | --------------------------- |
| 1-8     | TTS | Tinkoff                     |
| 11-18   | ALM | Ag2r-La Mondiale            |
| 21-28   | AND | Androni Giocattoli–Sidermec |
| 31-38   | AST | Astana Pro Team             |
| 41-48   | BAR | Bardiani CSF                |
| 51-58   | BMC | BMC Racing Team             |
| 61-68   | BOA | Bora-Argon 18               |
| 71-78   | CPT | Cannondale Pro Cycling      |
| 81-88   | CCC | CCC Sprandi Polkowice       |
| 91-98   | COF | Cofidis                     |
| 101-108 | DDD | Dimension Data              |
| 111-118 | EQS | Etixx-Quick Step            |
| 121-128 | FDJ | FDJ                         |

| Numery  | Kod | Drużyna             |
| ------- | --- | ------------------- |
| 131-138 | IAM | IAM Cycling         |
| 141-148 | LAM | Lampre-Merida       |
| 151-158 | LTS | Lotto Soudal        |
| 161-168 | MOV | Movistar Team       |
| 171-178 | OGE | Orica-GreenEDGE     |
| 181-188 | STH | Southeast–Venezuela |
| 191-198 | GIA | Team Giant-Alpecin  |
| 201-208 | KAT | Team Katusha        |
| 211-218 | TLJ | Team LottoNL-Jumbo  |
| 221-228 | TNN | Novo Nordisk        |
| 231-238 | SKY | Team Sky            |
| 241-248 | TFS | Trek-Segafredo      |

## Klasyfikacja generalna
| M-ce | Imię i nazwisko     | Kraj            | Drużyna               | Czas       |
| ---- | ------------------- | --------------- | --------------------- | ---------- |
| 1.   | Arnaud Démare       | Francja         | FDJ                   | 6h 54' 55" |
| 2.   | Ben Swift           | Wielka Brytania | Team Sky              | + 0"       |
| 3.   | Jürgen Roelandts    | Belgia          | Lotto Soudal          | + 0"       |
| 4.   | Nacer Bouhanni      | Francja         | Cofidis               | + 0"       |
| 5.   | Greg Van Avermaet   | Belgia          | BMC Racing Team       | + 0"       |
| 6.   | Alexander Kristoff  | Norwegia        | Team Katusha          | + 0"       |
| 7.   | Heinrich Haussler   | Australia       | IAM Cycling           | + 0"       |
| 8.   | Filippo Pozzato     | Włochy          | Southeast–Venezuela   | + 0"       |
| 9.   | Sonny Colbrelli     | Włochy          | Bardiani CSF          | + 0"       |
| 10.  | Matteo Trentin      | Włochy          | Etixx-Quick Step      | + 0"       |
|      |                     |                 |                       |            |
| 40.  | Michał Kwiatkowski  | Polska          | Team Sky              | + 0'34"    |
| 106. | Bartłomiej Matysiak | Polska          | CCC Sprandi Polkowice | + 4'25"    |
| 109. | Jarosław Marycz     | Polska          | CCC Sprandi Polkowice | + 4'25"    |
| 118. | Maciej Bodnar       | Polska          | Tinkoff               | + 7'01"    |
| 170. | Adrian Honkisz      | Polska          | CCC Sprandi Polkowice | + 14'28"   |
| 173. | Adrian Kurek        | Polska          | CCC Sprandi Polkowice | + 17'59"   |